# 70850 Schur
70850 Schur è un asteroide della fascia principale. Scoperto nel 1999, presenta un'orbita caratterizzata da un semiasse maggiore pari a 2,7445103 UA e da un'eccentricità di 0,0435605, inclinata di 4,09588° rispetto all'eclittica.